# スミス夫妻
『スミス夫妻』（スミスふさい、Mr. & Mrs. Smith）は、1941年にアメリカ合衆国で制作されたコメディ映画。

## スタッフ
- 監督 : アルフレッド・ヒッチコック
- 製作総指揮 : ハリー・E・エディグトン
- 脚本 : ノーマン・クラスナー
- 撮影 : ハリー・ストラドリング
- 音楽 : ロイ・ウェッブ

## キャスト
- キャロル・ロンバード
- ロバート・モンゴメリー
- ジーン・レイモンド
- ジャック・カーソン
- フィリップ・メリヴェイル
- ベティ・カンプソン
- アルフレッド・ヒッチコック:カメオ出演

## 注
1. ↑  RKO Feature Film Ledger, 1929-51, p113